# Quem Pagou a Conta?
Quem Pagou a Conta? A CIA na guerra fria da cultura (no original: Who Paid the Piper?: CIA and the Cultural Cold War) é um livro da pesquisadora e historiadora inglesa Frances Stonor Saunders que conta como a CIA financiou publicações internacionais, artistas, intelectuais de centro e esquerda, desde do término da Segunda Guerra Mundial e o início da Guerra Fria, num esforço para mantê-los distantes da ideologia comunista e aproximá-los do "american way of life". O livro também revela um gigantesco financiamento do governo americano à organizações e associações de direita em nível global.
Com esta política, a CIA foi capaz de angariar o apoio de alguns dos maiores expoentes do mundo ocidental, a ponto de muitos passarem a fazer parte de sua folha de pagamentos. Muitas publicações famosas receberam apoio direto ou indireto. Entre os intelectuais patrocinados ou promovidos pela CIA estavam Irving Kristol, Isaiah Berlin, Stephen Spender, Sidney Hook, Daniel Bell, Robert Lowell, Hannah Arendt, Fernando Henrique Cardoso e muitos outros. Na Europa, havia um interesse especial na Esquerda Democrática como Arthur Koestler, Raymond Aron e George Orwell. A prosa de Frances Stonor Saunders leva o leitor a questionar em quantos âmbitos do dia-dia estão infiltradas (ainda hoje, em forma de senso comum) a propaganda política dos EUA, em que espiões endinheirados sabiam o valor e o preço do controle da cultura.

## Brasil
Sobre o Brasil, livro pergunta e ao mesmo tempo responde, quem "pagava a conta" era a CIA, a mesma fonte que financiou a tentativa de dominação cultural e ideológica do Brasil, dos milhões de dólares entregues a Fundação Ford, US$ 145 mil iniciais foram dados para Fernando Henrique Cardoso, ex-presidente do país no período de 1994 a 2002.
“Numa noite de inverno do ano de 1969, nos escritórios da Fundação Ford, no Rio, Fernando Henrique teve uma conversa com Peter Bell, o representante da Fundação Ford no Brasil. Peter Bell se entusiasma e lhe oferece uma ajuda financeira de US$ 145 mil. Nasce o Cebrap (Centro Brasileiro de Análise e Planejamento)”.  Saunders conta na página 154 do livro